# Бен Кінгслі
Сер Бен Кінґслі (англ. Ben Kingsley; справжнє ім'я Крішна Пандіт Бганджі (англ. Krishna Pandit Bhanji); нар. 31 грудня 1943, Скарборо, Йоркшир, Велика Британія) — британський актор.

## Життєпис
Бен Кінґслі народився 31 грудня 1943 року в Скарборо, графство Йоркшир. Батько — лікар індійського походження з острова Занзібар (Танзанія), мати — британська акторка та модель російського єврейського походження. Свою кар'єру почав з театральної сцени. За порадою батька взяв сценічний псевдонім.
Із 1967 член трупи Королівського Шекспірівського театру. Перша роль у кіно — у фільмі «Страх - це ключ» (1972). Після цього знімається в телесеріалах. У 1982 зіграв у картині Річарда Аттенборо «Ганді», за роль у якій отримав премію «Оскар».
Окрім цього номінувався на «Оскар» у 2002 році за роль у фільмі «Сексуальна бестія» і наступного року за роль у фільмі «Будинок з піску і туману».
У 2000 році був нагороджений Орденом Британської Імперії.

## Кар'єра
Перші ролі
Свою акторську кар'єру Бен Кінгслі розпочав у 1966 році з невеликої ролі Рона Дженкінса в телесеріалі «Вулиця коронації» (1960—2013). Далі він продовжив грати епізодичні ролі в таких телесеріалах, як «Орландо» (1965—1968), «Джеканори» (1965—1996), «П'єса дня» (1970—1984), «Авантюрист» (1972—1973), «Королівський суд» (1972—1984) і «Повний будинок» (1972—1973). Його дебютом в кіно стала невелика роль у фільмі «Страх відмикає двері» в 1972 році. Після цього він продовжив зніматися у фільмах грає епізодичні ролі.
Прорив у кар'єрі і подальші роботи
Проривом в його акторській кар'єрі стала роль Махатма Ганді в біографічному фільмі режисера Річарда Аттенборо «Ганді» в 1982 році. За свою роботу в цьому фільмі Кінгслі був удостоєний премій «Оскар», «BAFTA» і «Золотий глобус» в номінації Найкраща чоловіча роль, а також премії «BAFTA» в номінації «Найбільш багатообіцяючий дебют» і премії «Золотий глобус» в номінації «Найкращий прорив року».
В основі сюжету життя Махатма Ганді — лідера та ідеолога руху ненасильницького опору проти британського колоніального панування в Індії в першій половині ХХ століття. Фільм посів 34 місце в списку 100 найкращих фільмів за версією Британського інституту кіно, а також був удостоєний 8 премій «Оскар» в номінаціях «Найкращий фільм», «Найкраща чоловіча роль», «Найкраща режисура», «Найкраща робота художника-постановника/декоратора», «Найкраща операторська робота», «Найкращий дизайн костюмів», «Найкращий монтаж» і «Найкращий оригінальний сценарій».
Після актор знявся у фільмах: «Зрада» (1982), «Щоденник черепахи» (1985), «Гарем» (1985), «Моріс» (1987), «Острів паскалі» (1988), «Жодної зачіпки» (1988), «Свідоцтво» (1988), «Потік» (1989) та ін.
У 1989 році Бен був номінований на премію «Еммі» в номінації Найкраща чоловіча роль другого плану в міні-серіалі або телефільмі за роль у телефільмі «Історія Симона Візенталя». Після був тричі номінований на цю ж премію за ролі у фільмах: «Йосип» (1995), «Анна Франк» (2000) і «Місіс Харріс» (2005).
У 1991 році він знявся у фільмі «Багсі», ця роль принесла йому номінації на премії «Оскар» і «Золотий глобус» в номінації найкраща чоловіча роль другого плану.
У 2000 році зіграв роль Дона Логана в трилері режисера Джонатана Глэйзера «Сексуальна тварюка». За свою роль в цьому фільмі Кінгслі був номінований на премії «Оскар», «Золотий глобус» і Премію Гільдії кіноакторів США за Найкращу чоловічу роль другого плану". В основі сюжету історія колишнього злодія Гері Дава. Фільм був відзначений Премією британського незалежного кіно «за найкращу режисуру» та «Найкращий оригінальний сценарій».
У 2003 році зіграв роль Берні в дебютному драматичному фільмі режисера Вадима Перельмана «Будинок з піску і туману» (заснований на романі Андре Дюбо). За свою роль в цьому фільмі був номінований на премії «Оскар», «Золотий глобус», Премію Гільдії кіноакторів США" і «Незалежний дух» за Найкращу чоловічу роль. В основі сюжету — історія американської мрії, приреченої на краях, про двох людей, готових на все, лише б довести своє право на володіння будинком — невеликим бунгало на березі океану в Північній Каліфорнії, яка відіграє величезну роль в їх долях.
Даний час
У 2011 році зіграв Жоржа Мілеса в пригодницькому фільмі фентезі «Хранитель часу», його партнерами по фільму стали Хлоя Грейс Морец, Ейса Баттерфілд та ін. За свою роль в цьому фільмі був номінований на премію «Сатурн» як найкращий кіноактор.
У 2013 році Кінгслі зіграв роль Тревора Слеттері у фільмі «Залізна людина 3» і отримав премію «Сатурн» як найкращий актор другого плану. Після знявся у фільмах: «Гра Ендер» (2013), «Військова історія» (2014), «Обитель проклятих» (2014), «Вихід: Царі і боги» (2014), «Ніч у музеї: Секрет гробниці» (2014) і «Лицар кубків» (2015). Також озвучував персонажів у фільмах: «Сімейка монстрів» (2014), «Серце дракона 3: Прокляття чародія» (2015) і «Книга джунглів» (2016).
У 2016 році був номінований на Премію Гільдії кіноакторів США за найкращу чоловічу роль в телефільмі або міні-серіалі «Тут». За свою акторську кар'єру охоплює близько чотирьох десятиліть Бен Кінгслі знявся у більш ніж 130 фільмах і телесеріалах, а також був удостоєний безлічі нагород і премій.

## Особисте життя
Бен Кінгслі був одружений чотири рази і має чотирьох дітей: Томаса Бганджі та Джасміна Бганджі від акторки Анджели Морант і Едмунда Кінґслі та Фердинанда Кінґслі від театрального режисера Елісон Саткліфф.
У 2005 році Кінґслі розлучився з Олександрою Крістманн, після того, як побачив компрометуючі фотографії в інтернеті.
3 вересня 2007 року Кінґслі одружився з бразильською акторкою Даніелою Лавендер.
Більше десяти років актор мешкає у громаді Спелсбур, в Англії.
За віросповіданням — квакер.

## Нагороди
- Кавалер Ордена Британської Імперії
- Лицар-бакалавр
- «Оскар» (1982)
- «BAFTA» (1982) — двічі
- «Золотий глобус» (1982) — двічі

## Вибрана фільмографія
| Рік  | Назва                            | Оригінальна назва                                   | Роль                     | Роль в оригіналі                  | IMDb              |
| ---- | -------------------------------- | --------------------------------------------------- | ------------------------ | --------------------------------- | ----------------- |
| 2025 | Диво-людина                      | Wonder Man                                          | Тревор Слеттері          | Travor Slattery                   |                   |
| 2024 | Гра кіллера                      | The Killer's Game                                   | Цві Рабінович            | Zvi Rabinowitz                    |                   |
| 2023 | Чудова історія Генрі Шугара      | The Wonderful Story of Henry Sugar                  | Імдад Хан                |                                   |                   |
| 2021 | Шан-Чі та Легенда Десяти Кілець  | Shang-Chi and the Legend of the Ten Rings           | Тревор Слеттері          | Trevor Slattery                   | 7.8               |
| 2018 | Номіс                            | Night Hunter                                        | Майкл Купер              | Michael Cooper                    | 5.9               |
| 2017 | Сек'юриті                        | Security                                            | Чарлі                    | Charlie                           | 5.7               |
| 2016 | Книга джунглів                   | The Jungle Book                                     | Багіра                   | Bagheera                          | 7.4               |
| 2014 | Ніч у музеї: Секрет гробниці     | Night at the Museum: Secret of the Tomb             | Мірін                    | Merenkahre                        | 6.2               |
| 2014 | Будинок проклятих                | Stonehearst Asylum                                  | Сайлаз Лемб              | Dr. Silas Lamb                    | 6.8               |
| 2014 | Вихід: Боги та царі              | Exodus: Gods and Kings                              | Нун                      | Nun                               | 6.1               |
| 2013 | Залізна людина 3                 | Iron Man 3                                          | Тревор Слеттері/Мандарин | Trevor Slattery/Mandarin          | 7.2               |
| 2013 | Лікар. Учень Авіценни            | The Physician                                       | Авіценна                 |                                   | 7.2               |
| 2013 | Гра Ендера                       | Ender's Game                                        | Мазер Рекгем             | Mazer Rackham                     | 6.8               |
| 2012 | Диктатор                         | The Dictator                                        | Тамір                    | Tamir                             |                   |
| 2011 | Хранитель часу                   | Hugo                                                | Жорж Мельєс              | Georges Melies                    | 7.8               |
| 2010 | Ноїв ковчег: Новий початок       | Noah's Ark: The New Beginning                       | оповідач                 |                                   |                   |
| 2010 | Принц Персії: Піски часу         | Prince of Persia: The Sands of Time                 | Нізам                    | Nizam                             | 6.6               |
| 2010 | Три карти                        | Teen Patti                                          | Perci Trachtenberg       |                                   |                   |
| 2010 | Острів проклятих                 | Shutter Island                                      | Доктор Коулі             | Dr. Cawley                        | 8.0 Top 250: #247 |
| 2008 | П'ятдесят ходячих трупів         | Fifty Dead Men Walking                              | Фергус                   | Fergus                            | 6.9               |
| 2008 | Секс Гуру                        | Love Guru, The                                      |                          | Guru Tugginmypudha                | 3.8               |
| 2008 | Корпорація Війна                 | War, Inc.                                           |                          | Walken, The Viceroy               | 5.8               |
| 2008 | Елегія                           | Elegy                                               | Девід Кепеш              | David Kepesh                      | 6.9               |
| 2008 | Транссибірський експрес          | Transsiberian (2008)                                | Грінко                   | Grinko                            | 6.8               |
| 2008 | Божевілля                        | Wackness, The                                       | Доктор Джефрі Сквірес    | Dr. Jeffrey Squires               | 7.1               |
| 2007 | Десять заповідей                 | Ten Commandments, The                               | оповідач, озвучка        |                                   | 2.6               |
| 2007 | Останній легіон                  | Last Legion, The                                    | Амбросіус, Мерлін        | Ambrosinus, Merlin                | 5.4               |
| 2007 | Убий мене                        | You Kill Me                                         |                          | Frank Falenczyk                   | 6.7               |
| 2006 | Щасливе число Слевіна            | Lucky Number Slevin                                 | Рабин                    | The Rabbi                         | 7.8               |
| 2005 | Бладрейн                         | BloodRayne                                          | Кейган                   | Kagan                             | 2.6               |
| 2005 | Місіс Харріс                     | Mrs. Harris (ТВ)                                    | Герман Тарновер          | Herman Tarnower                   | 5.9               |
| 2005 | Олівер Твіст                     | Oliver Twist                                        | Феджін                   | Fagin                             | 7.0               |
| 2005 | І грянув грім                    | A Sound of Thunder                                  | Чарлі Хаттон             | Charles Hatton                    | 4.1               |
| 2004 | Нульовий підозрюваний            | Suspect Zero                                        | Бенжамін О'Раян          | Benjamin O'Ryan                   | 5.8               |
| 2004 | Провісники бурі                  | Thunderbirds                                        |                          | The Hood                          | 4.0               |
| 2003 | Будинок з піску і туману         | House of Sand and Fog                               | Бехрані                  | Behrani                           | 7.8               |
| 2002 | Безсмертя                        | Tuck Everlasting                                    |                          | Man in the Yellow Suit            | 6.5               |
| 2002 | Тріумф кохання                   | Triumph of Love, The                                | Гемократ                 | Hermocrates                       | 5.9               |
| 2001 | Штучний розум                    | Artificial Intelligence: AI                         | Спеціаліст (озвучка)     | Specialist                        | 6.9               |
| 2001 | Анна Франк                       | Anne Frank: The Whole Story (ТВ)                    | Отто Франк               | Otto Frank                        | 7.9               |
| 2001 | Сексуальна бестія                | Sexy Beast                                          | Дон Логан                | Don Logan                         | 7.1               |
| 2000 | Іслам: імперія віри              | Islam: Empire of Faith                              |                          |                                   | 8.1               |
| 2000 | Правила бою                      | Rules of Engagement                                 | Посол Морейн             | Ambassador Mourain                | 6.2               |
| 2000 | З якої ти планети?               | What Planet Are You From?                           | Грейдон                  | Graydon                           | 5.4               |
| 1999 | Аліса у країні чудес             | Alice in Wonderland (ТВ)                            | Катерпілер               | Major Caterpillar                 | 5.9               |
| 1999 | Сповідь                          | Confession, The                                     | Гаррі Фертіг             | Harry Fertig                      | 5.7               |
| 1998 | Свіні Тодд                       | Tale of Sweeney Todd, The (ТВ)                      | Свіні Тодд               | Sweeney Todd                      | 6.3               |
| 1997 | Двійник                          | Assignment, The                                     |                          | Amos                              | 6.8               |
| 1997 | Зброя масового ураження          | Weapons of Mass Distraction (ТВ)                    | Джуліан Мессенджер       | Julian Messenger                  | 6.1               |
| 1996 | Дванадцята ніч                   | Twelfth Night                                       | Фест                     | Feste                             | 7.1               |
| 1995 | Мойсей                           | Moses (ТВ)                                          | Мойсей                   | Moses                             | 6.6               |
| 1995 | Різновид                         | Species                                             | Хавєр Фітч               | Xavier Fitch                      | 5.6               |
| 1995 | Йосиф                            | Joseph (ТВ)                                         | Потифар                  | Potiphar                          | 7.5               |
| 1994 | Смерть і дівчина                 | Death and the Maiden                                | Доктор Роберто Міранда   | Dr. Roberto Miranda               | 7.2               |
| 1993 | Список Шиндлера                  | Schindler's List                                    | Іцхак Штерн              | Itzhak Stern                      | 8.9 Top 250: #6   |
| 1993 | У пошуках Боббі Фішера           | Searching for Bobby Fischer                         | Брюс Пандолфіні          | Bruce Pandolfini                  | 7.6               |
| 1993 | Дейв                             | Dave                                                | Віце президент Ненсі     | Vice-President Nance              | 6.8               |
| 1992 | Тихушники                        | Sneakers                                            | Космо                    | Cosmo                             | 7.0               |
| 1992 | Спеціальний агент Фредді         | Freddie as F.R.O.7                                  | Фредді                   | Freddie, озвучка                  | 4.3               |
| 1991 | Багсі                            | Bugsy                                               | Мейєр Ланський           | Meyer Lansky                      | 6.8               |
| 1990 | П'ята мавпа                      | Quinto Macaco, O                                    |                          | Cunda                             | 5.2               |
| 1989 | Історія Симона Візенталя         | Murderers Among Us: The Simon Wiesenthal Story (ТВ) | Симон Візенталь          | Simon Wiesenthal                  | 8.0               |
| 1988 | Показання свідків                | Testimony                                           | Дмитрій Шостакович       | Dmitri Shostakovich               | 6.6               |
| 1988 | Без доказів                      | Without a Clue                                      | Доктор Джон Ватсон       | Dr. John Watson                   | 6.8               |
| 1988 | Острів Паскалі                   | Pascali's Island                                    | Басіл Паскалі            | Basil Pascali                     | 6.9               |
| 1987 | Секрет Сахари                    | Segreto del Sahara, Ii (серіал) (1988)              | Соломон                  | Sholomon                          | 7.1               |
| 1987 | Моріс                            | Maurice                                             | Ласкер Джонс             | Lasker-Jones                      | 7.5               |
| 1986 | Щоденник Черепахи                | Turtle Diary                                        | Вілліам Сноу             | William Snow                      | 6.7               |
| 1985 | Сайлас Марнер                    | Silas Marner: The Weaver of Raveloe (ТВ)            | Сайлас Марнер            | Silas Marner                      | 7.4               |
| 1985 | Гарем                            | Harem                                               | Селім                    | Selim                             | 4.5               |
| 1983 | Зрада                            | Betrayal                                            | Роберт                   | Robert                            | 7.2               |
| 1982 | Ганді                            | Gandhi                                              | Ганді                    | Mohandas Karamchand Gandhi 'Bapu' | 8.2 Top 250: #167 |
| 1972 | Страх — це ключ\|Fear Is the Key |                                                     | Royale                   | 6.1                               |                   |